# Мар’їна Олена Юріївна
Мар'їна Олена Юріївна (нар. 26 вересня 1981, Чугуїв, Харківська обл.) — українська науковиця в галузі соціальних комунікацій, викладачка. Кандидат наук із соціальних комунікацій (2011), доктор наук  із соціальних комунікацій (2018), доцентка, завідувачка кафедри цифрових комунікацій та інформаційних технологій Харківської державної академії культури.

## Біографія
Олена Юріївна Мар'їна народилася 26 вересня 1981 року в місті Чугуїв Харківської області. У 2002 році закінчила Харківську державну академію культури за спеціальністю «Документознавство та інформаційна діяльність». Навчалася в аспірантурі ХДАК, яку закінчила у 2010 році. Після захисту кандидатської дисертації «Інформаційно-комунікаційна взаємодія як фактор розвитку регіональних бібліотечних систем» (науковий керівник — професор І. О. Давидова), почала викладати у ХДАК. Обіймала посади викладача (2011—2014), старшого викладача кафедри бібліографознавства та інформаційно-бібліографічної діяльності (2014), доцента кафедри інформаційної, бібліотечної та архівної справи (2017). З 1 вересня 2022 року ― завідувачка кафедри цифрових комунікацій та інформаційних технологій. Наукові інтереси пов'язані з проблемами еволюції веб-технологій, цифровізації бібліотечно-інформаційної сфери, цифрової гуманітаристики, технологізації соціокомунікаційних технологій у бібліотечно-інформаційну сферу діяльності.
Протягом 2016—2018 років навчалася в докторантурі ХДАК. У 2018 році захистила докторську дисертацію «Бібліотеки України в цифровому медіапросторі: теоретико-методологічні засади розвитку» (науковий консультант — професор І. О. Давидова).
Викладає навчальні дисципліни: «Контент-менеджмент», «Оцифрування фондів бібліотечно-інформаційних установ», «Веб-технології в науково-дослідній діяльності», «Цифрове кураторство», «Мультимедійні технології у документно-інформаційних структурах».
О. Ю. Мар'їна здійснює наукове керівництво кандидатськими дисертаціями. Бере участь в атестації наукових кадрів як офіційний опонент. Науковиця — вчений секретар спеціалізованої вченої ради Д 64.807.02 та є членом разових спеціалізованих вчених рад. Входить до складу редакційної колегії фахових видань України «Вісник Харківської державної академії культури» та «Вісник Книжкової палати».
Закінчила Перші Київські державні курси іноземних мов (отримала Сертифікат В2). Підвищувала кваліфікацію за освітньою програмою для педагогічних, науково-педагогічних працівників закладів фахової передвищої та вищої освіти «Google Digital Tools for Education / Цифрові інструменти Google для освіти».
Науковиця є учасницею багатьох міжнародних і всеукраїнських наукових конференцій.

## Науковий доробок
- Мар'їна О. Розвиток корпоративних бібліотечних проектів в Україні / О. Мар'їна // Вісник Книжкової палати. — 2010. — № 1. — С. 22–25.
- Мар'їна О. Ю. Веб-технології в бібліотеках: нові можливості розвитку комунікаційного середовища / О. Ю. Мар'їна // Вісник Харківської державної академії культури: зб. наук. пр. / М-во культури України, Харків. держ. акад. культури ; [редкол.: В. М. Шейко (відп. ред.) та ін.] ; за заг. ред. В. М. Шейка. — Харків: ХДАК, 2012. — Вип. 36. — С. 105—114.
- Мар'їна О. Бібліотеки та соціальні медіа: технологія взаємодії / О. Мар'їна // Вісник Книжкової палати. — 2012. — № 8. — С. 19–21.
- Мар'їна О. Ю. Корпоративна взаємодія бібліотек України / О. Ю. Мар'їна // Короленківські читання — 2012. Взаємодія та партнерство бібліотек у регіональному інформаційному просторі: матеріали XV всеукр. наук.-практ. конф. (м. Харків, 11 жовт. 2012 р.) / М-во культури України, Харків. держ. наук. б-ка ім. В. Г. Короленка, Харків. держ. акад. культури, Харків. обл. від-ня Укр. бібл. асоц. — Харків: ХДНБ, 2013. — С. 14–18.
- Мар'їна О. Інструментальні методи моделювання поведінки користувачів та критерії ранжування науково-інформаційних порталів у веб-просторі / О. Мар'їна, А. Струнгар // Бібліотечний вісник. — 2014. — № 4. — С. 22–26.
- Мар'їна О. Бібліотека в епоху розвитку технологій Web 3.0 / О. Мар'їна // Вісник Книжкової палати. — 2015. — № 7. — С. 18–20.
- Мар'їна О. Ю. Адаптація бібліотек до цифрового простору: переосмислення соціальних змін / О. Ю. Мар'їна // Бібліотека. Наука. Комунікація: формування національного інформаційного простору: матеріали наук. конф. (Київ, 4-6 жовт. 2016 р.) / НАН України, Нац. б-ка України ім. В. Н. Вернадського, Асоц. б-к України, Рада наук. б-к та інформ. центрів. акад. наук — членів МААН. — Київ: НБУВ, 2016. — С. 215—217.
- Міжнародне співробітництво в бібліотечно-інформаційній сфері: кoнспeкт лeкцiй для студeнтiв спeц. «Книгoзнaвствo, бiблioтeкoзнaвствo i бiблioгp.» / М-во культури України, Харків. держ. акад. культури, Каф. бібліотекознавства та соц. комунікацій ; [уклад. О. Ю. Мар'їна]. — Харків: ХДАК, 2016. — 66 с.
- Мар'їна О. Ю. Бібліотека в цифровому просторі: монографія / О. Ю. Мар'їна ; М-во культури України, Харків. держ. акад. культури. — Харків: ХДАК, 2017. — 326 с.
- Marina O. Digital Modernization of Ukrainian Libraries / О. Marina // Proceedings of the VI International Conference of European Academy of Sciences & Research, March 20-31, 2019, Bonn, Germany. — Bonn, Germany, 2019. — С. 61–62.
- Social Networks in Developing the Internet Strategy for Libraries in Ukraine / I. Davydova, O. Marina, A. Sоlianyk, Yu. Syerov // International Workshop on Control, Optimisation and Analytical Processing of Social Networks. — Lviv, 2019. — С. 122—133.
- Мар'їна О. Цифрова ера культурної спадщини / О. Мар'їна // Культурологія та соціальні комунікації: інноваційні стратегії розвитку / М-во культури та інформ. політики України, М-во освіти і науки України, Харків. держ. акад. культури, Нац. акад. мистецтв України ; [редкол.: В. М. Шейко та ін.]: матеріали міжнар. наук. конф. (18-19 листоп. 2021 р.). — Харків: ХДАК, 2021. — С. 124—125.
- Accessibility analysis of digital libraries and specialized library resources / N. S. Tiurkedzhy, I. O. Davydova, O. Yu. Marina, S. O. Marin // University Library at a New Stage of Social Communications Development: Conference Proceedings. — Dnipro, 2022. — Iss. 7 : The era of library transformations and the new ecology of life. — P. 218—231.